# Aridelus antennatus
Aridelus antennatus är en stekelart som beskrevs av Chou 1987. Aridelus antennatus ingår i släktet Aridelus och familjen bracksteklar. Inga underarter finns listade.